# Rzymek
Rzymek (niem. Romberg) – przysiółek wsi Wilkowo Małe w Polsce, położony w województwie warmińsko-mazurskim, w powiecie kętrzyńskim, w gminie Barciany. Wchodzi w skład sołectwa Wilkowo Małe.
W latach 1975–1998 przysiółek administracyjnie należał do województwa olsztyńskiego.